# Caplutta Sogn Giusep
Die Caplutta Sogn Giusep (rätoromanisch im Idiom Sursilvan für «Kapelle des heiligen Josef») ist eine Kapelle am südlichen Dorfrand des Dorfes Darvella in der Gemeinde Trun in der Surselva im schweizerischen Kanton Graubünden. 

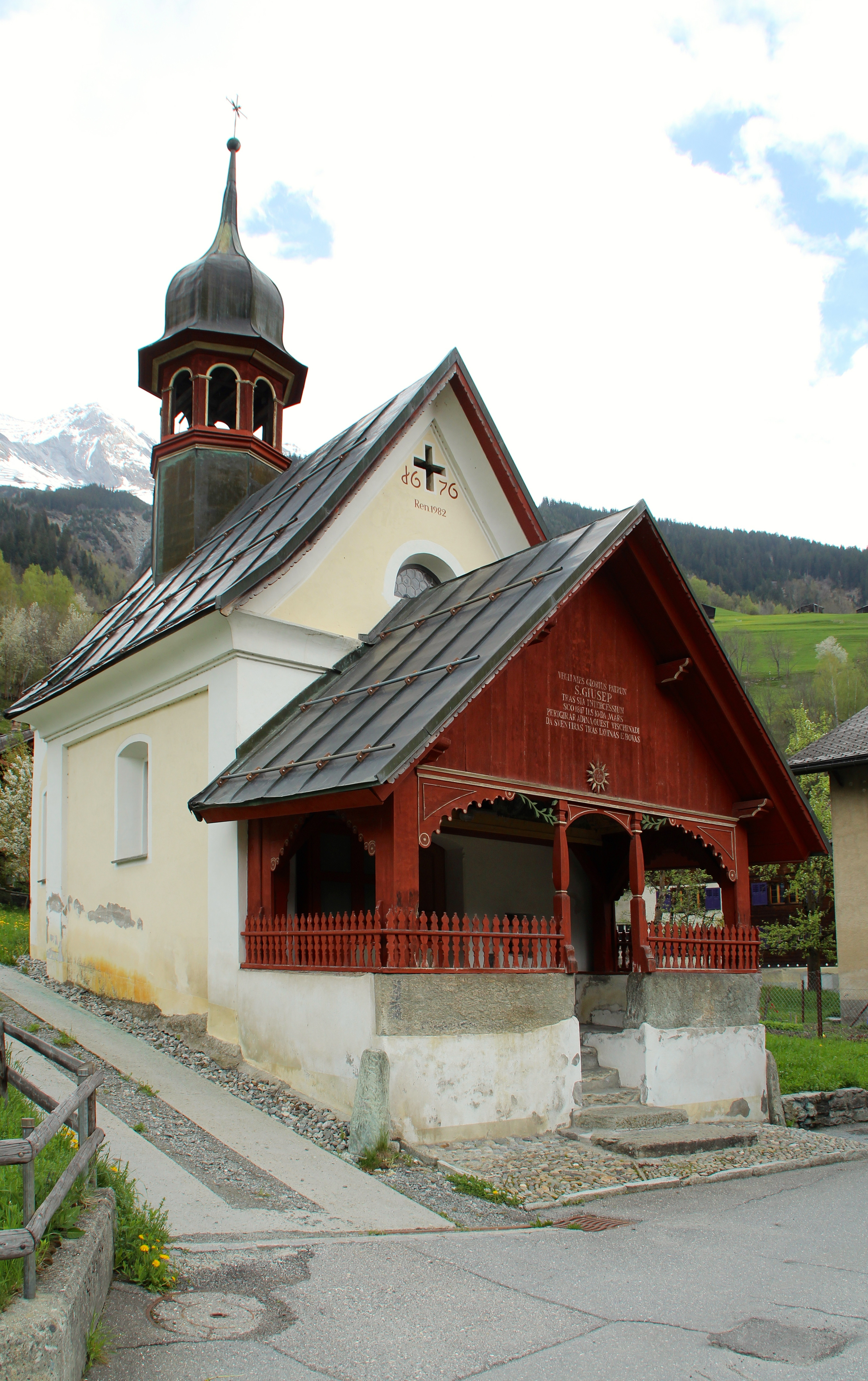
Ansicht von SW

## Geschichte
Die nach Nordwesten gerichtete Barockkapelle wurde 1676 erbaut und am 26. Juni desselben Jahres geweiht. Am 24. Juni 1683 erfolgte anlässlich einer bischöflichen Visitationsreise die neuerliche Konsekration der Anlage. Renovationen erfolgten 1968 und 1982.

## Bau

### Aussen

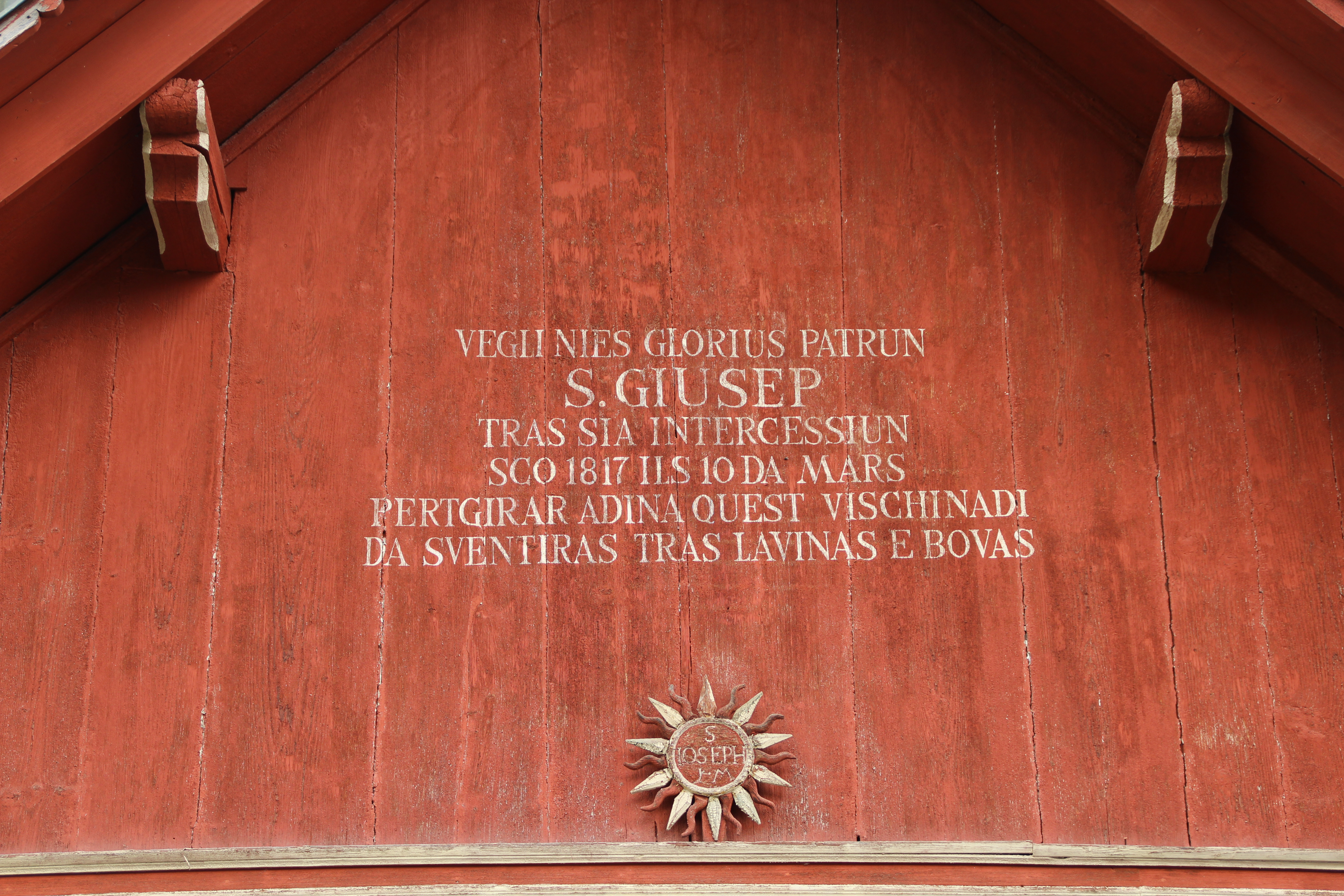
Inschrift am Vorbau

Über dem Satteldach des rund 8 Meter langen und 4 Meter breiten Gebäudes erhebt sich ein turmartiger Dachreiter mit rundbogigen Schallöffnungen und einer Zwiebelhaube. Die gezimmerte Vorhalle vor dem Eingang wurde 1810–1820 mit Bildern von Szenen aus der Kindheit Jesu bemalt. Der kleine Holzaltar auf der linken Seite des Eingangs diente am Kirchweihtag der Prozession als Aussenaltar. Die beiden Glocken stammen aus der Werkstatt Grasmayer aus Feldkirch und wurden 1830 und 1867 gegossen.

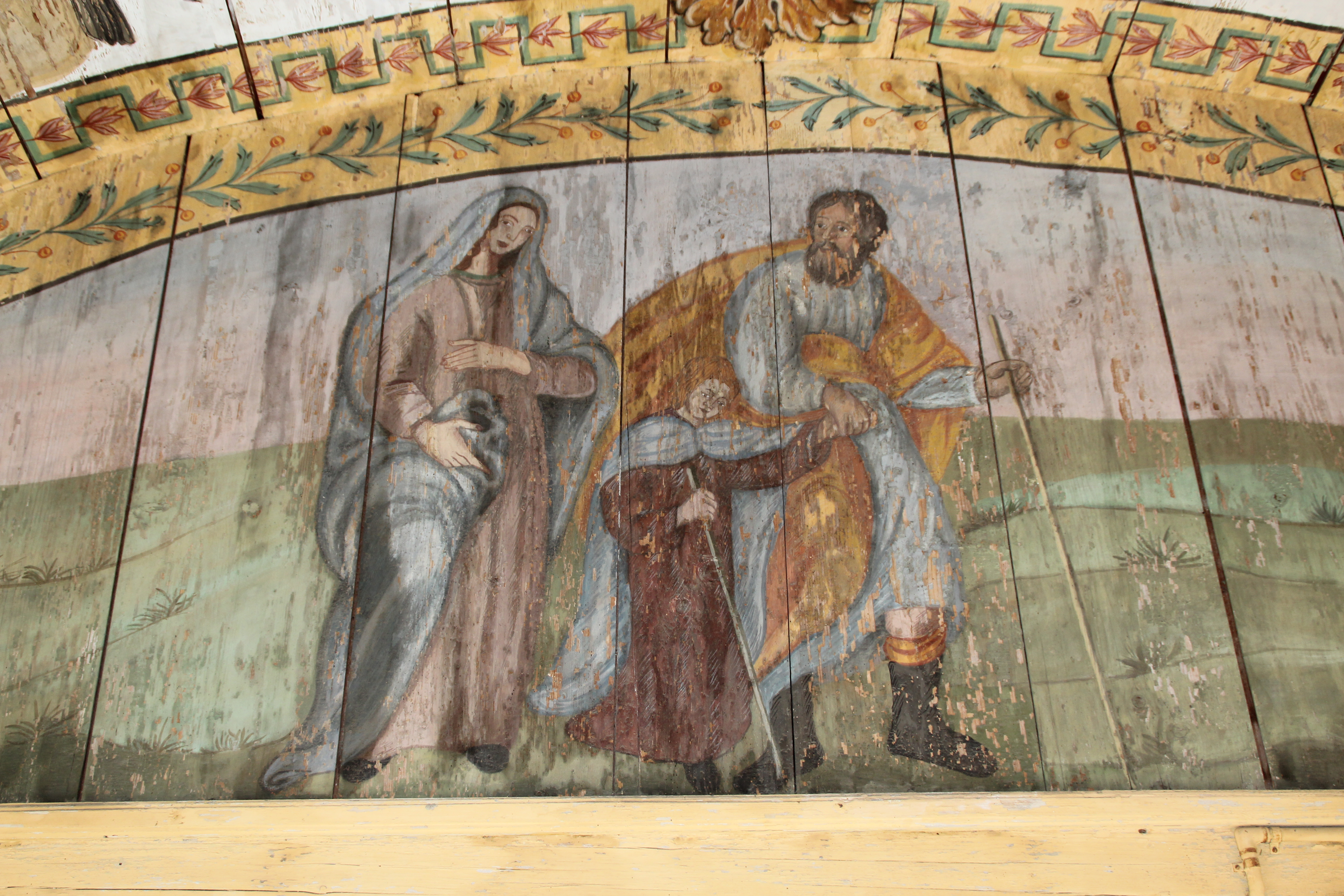
Bilder im Vorbau: Maria und Josef mit Jesus
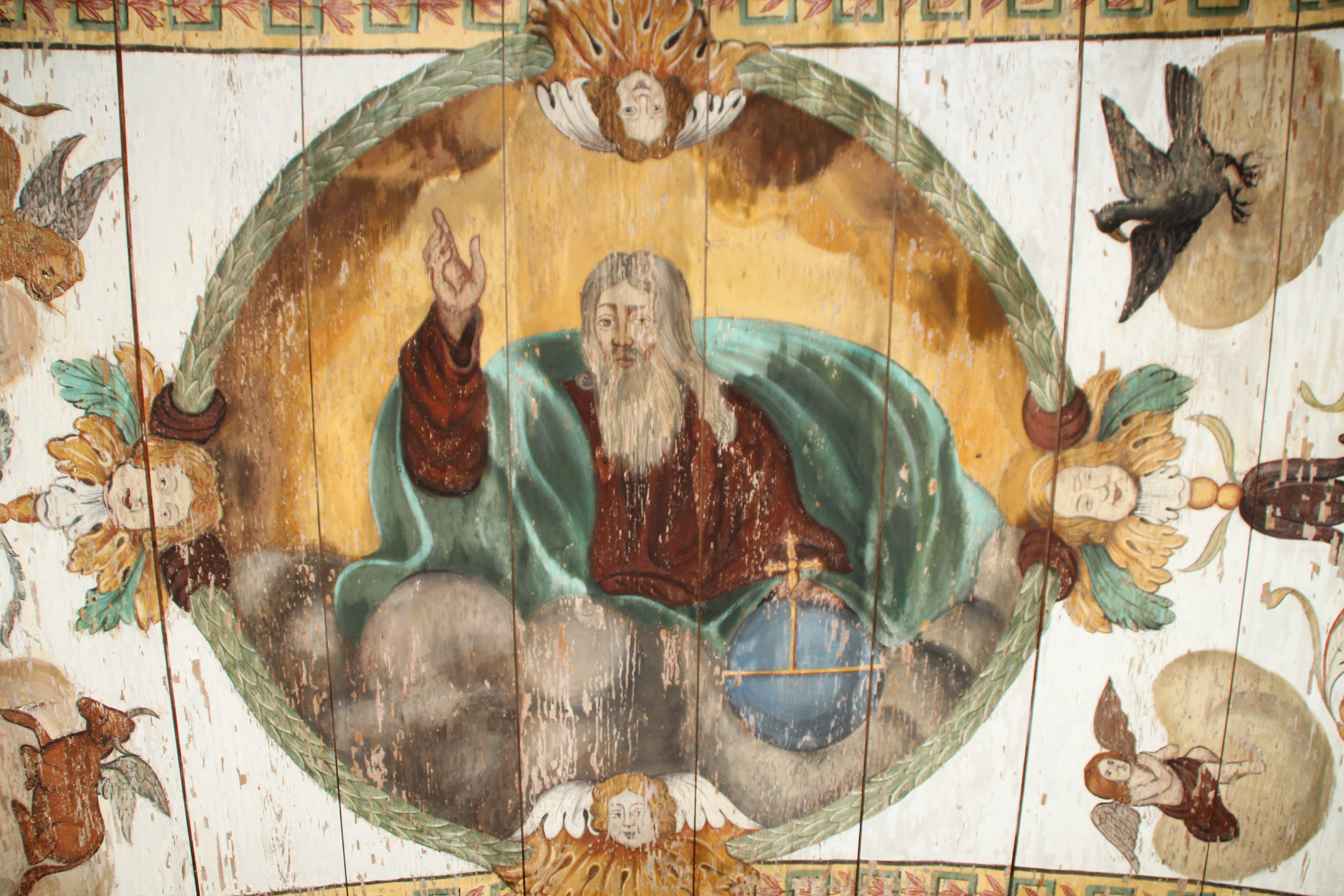
Gottvater
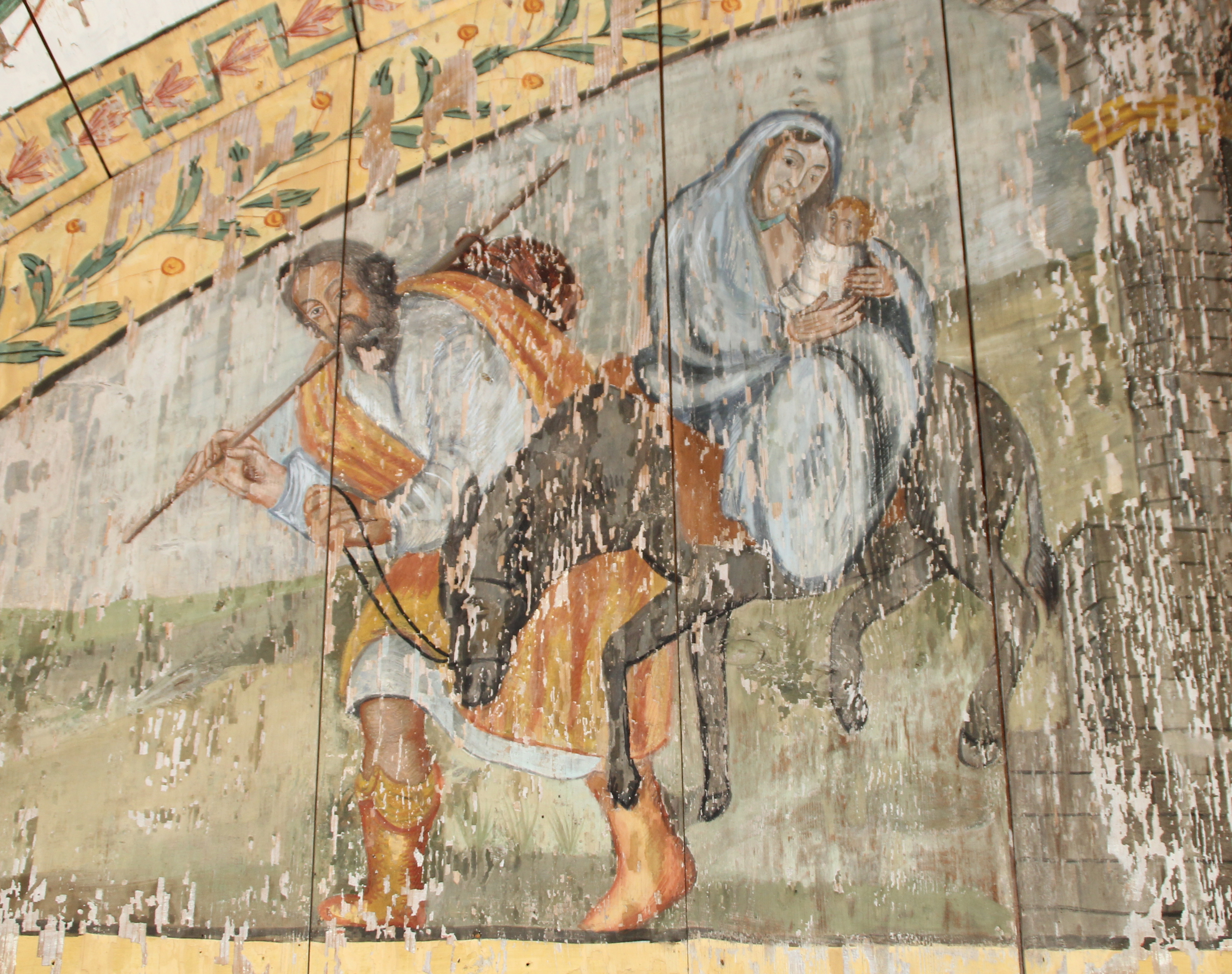
Flucht nach Ägypten

### Ausstattung
Der kleine Saalraum mit ungegliedertem Schiff ist 4,2 Meter lang und 3,8 Meter breit. Er wird von einem Tonnengewölbe überdeckt, die Deckenbilder zeigen das Jüngste Gericht. Hinter einem runden Chorbogen folgt der schwach eingezogene Chor mit Stichkappengewölbe. Die Deckenbilder wurden 1702 von Johann Jakob Riegg gemalt und zeigen Darstellungen aus der Heilsgeschichte wie die Krönung Mariens, die Vermählung von Maria und Joseph und der Tod Josefs. Auch das Gemälde mit einer Abbildung des ungläubigen Thomas stammt von Riegg und wurde 1742 gemalt. Das geschmiedete, mit Rankenwerk und Blüten verzierte Chorgitter stammt aus der Zeit um 1700. Es könnte aus der Werkstatt des Kunstschlossers Bruder Joseph Bäz aus Disentis/Mustér stammen.

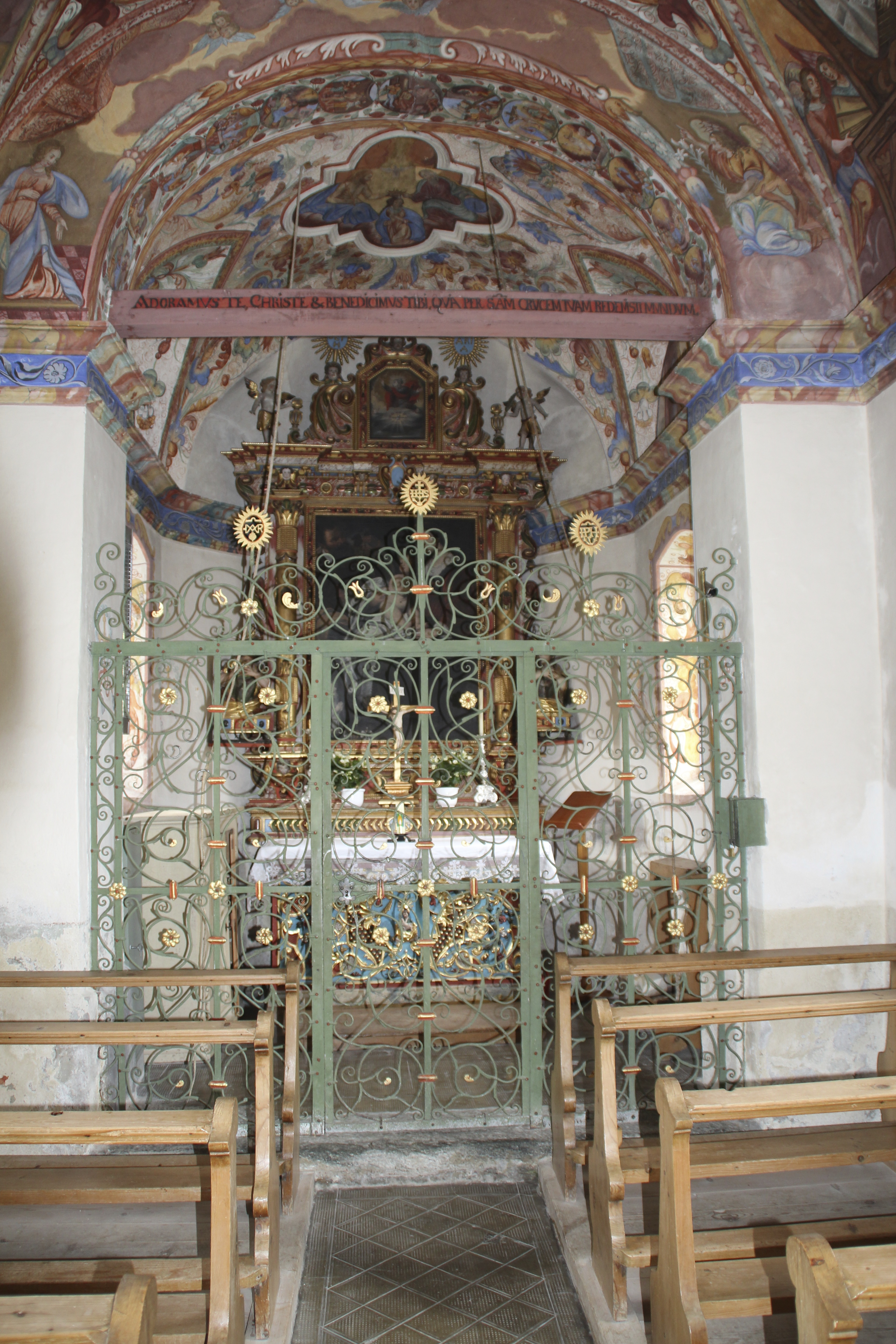
Innenraum
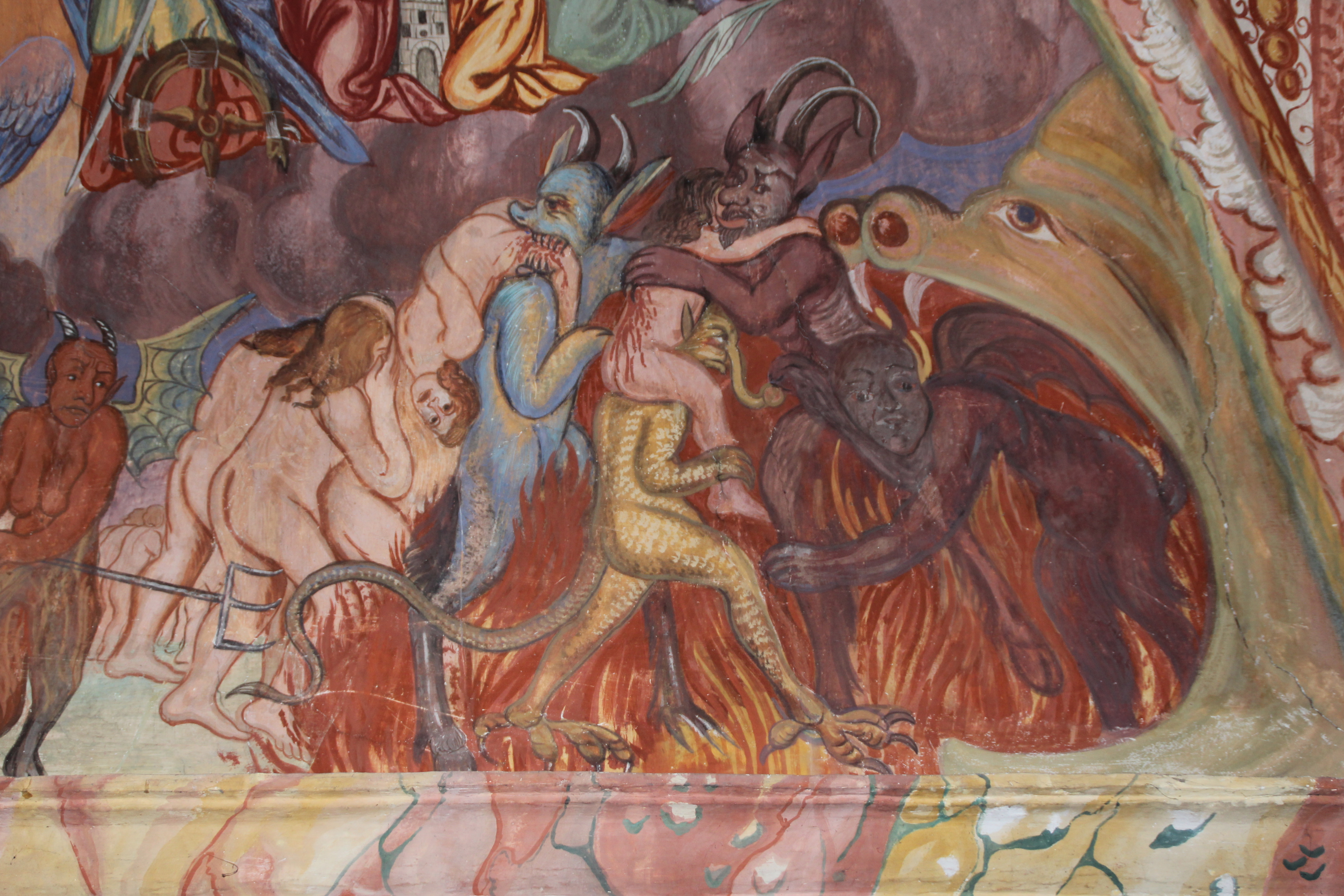
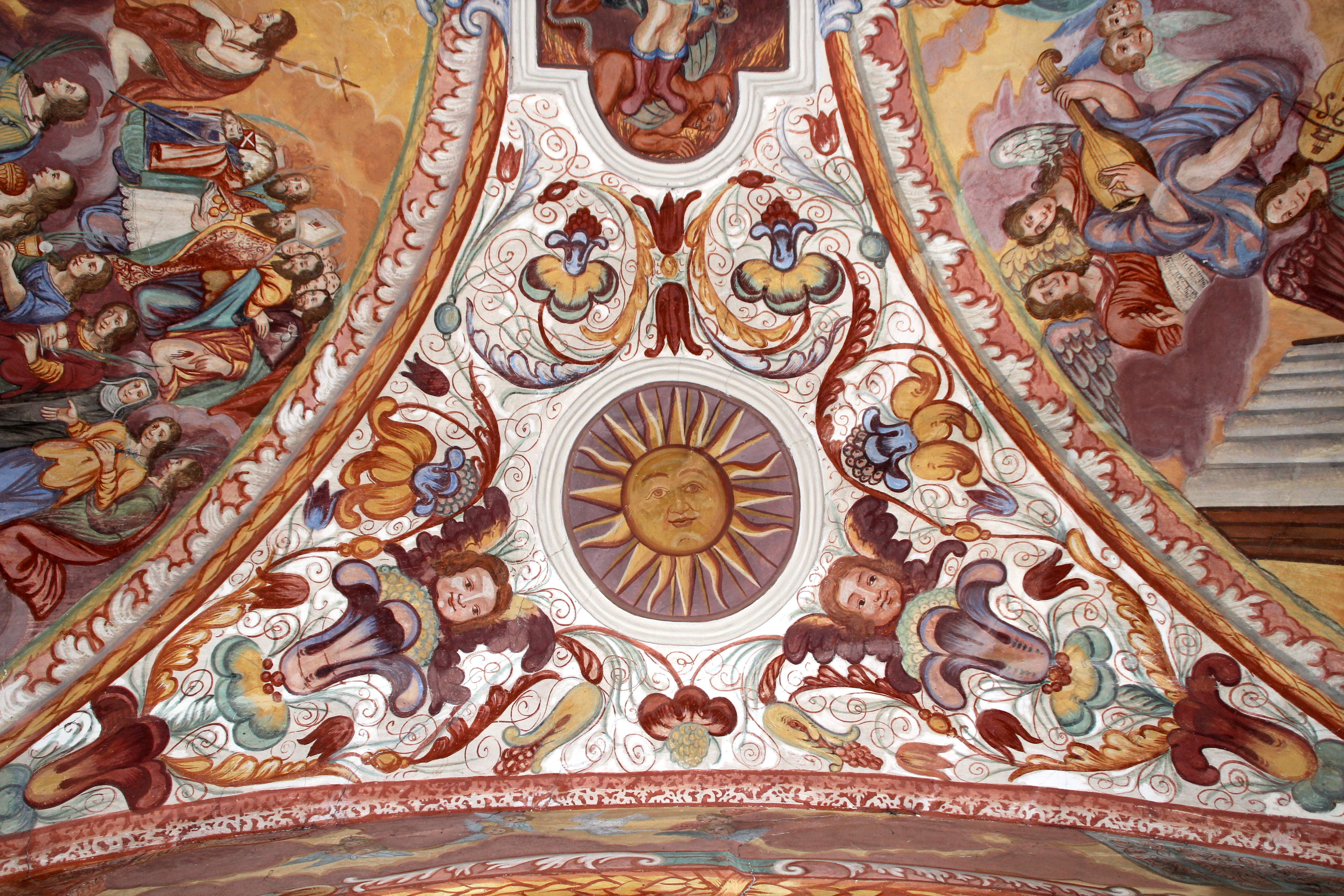
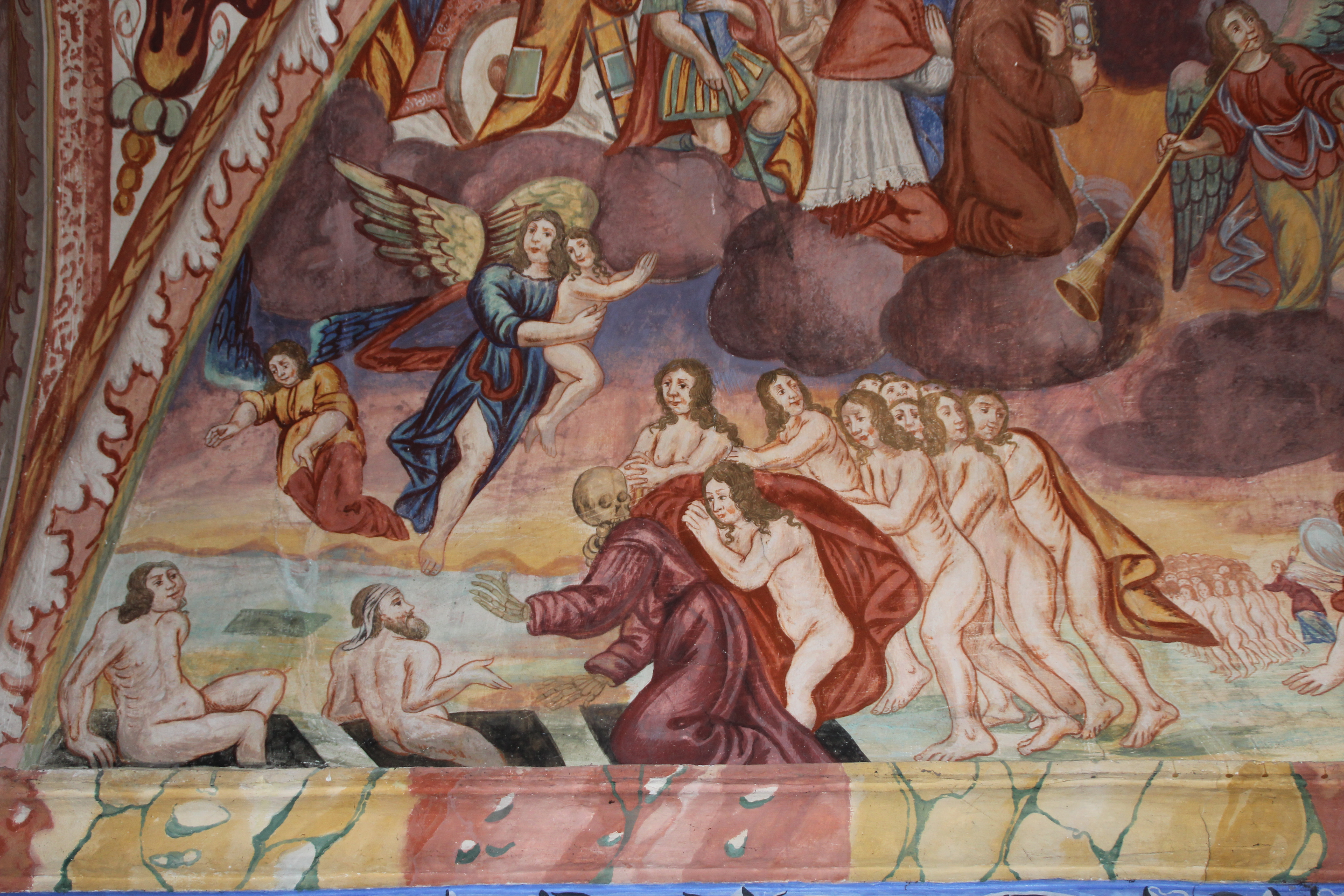
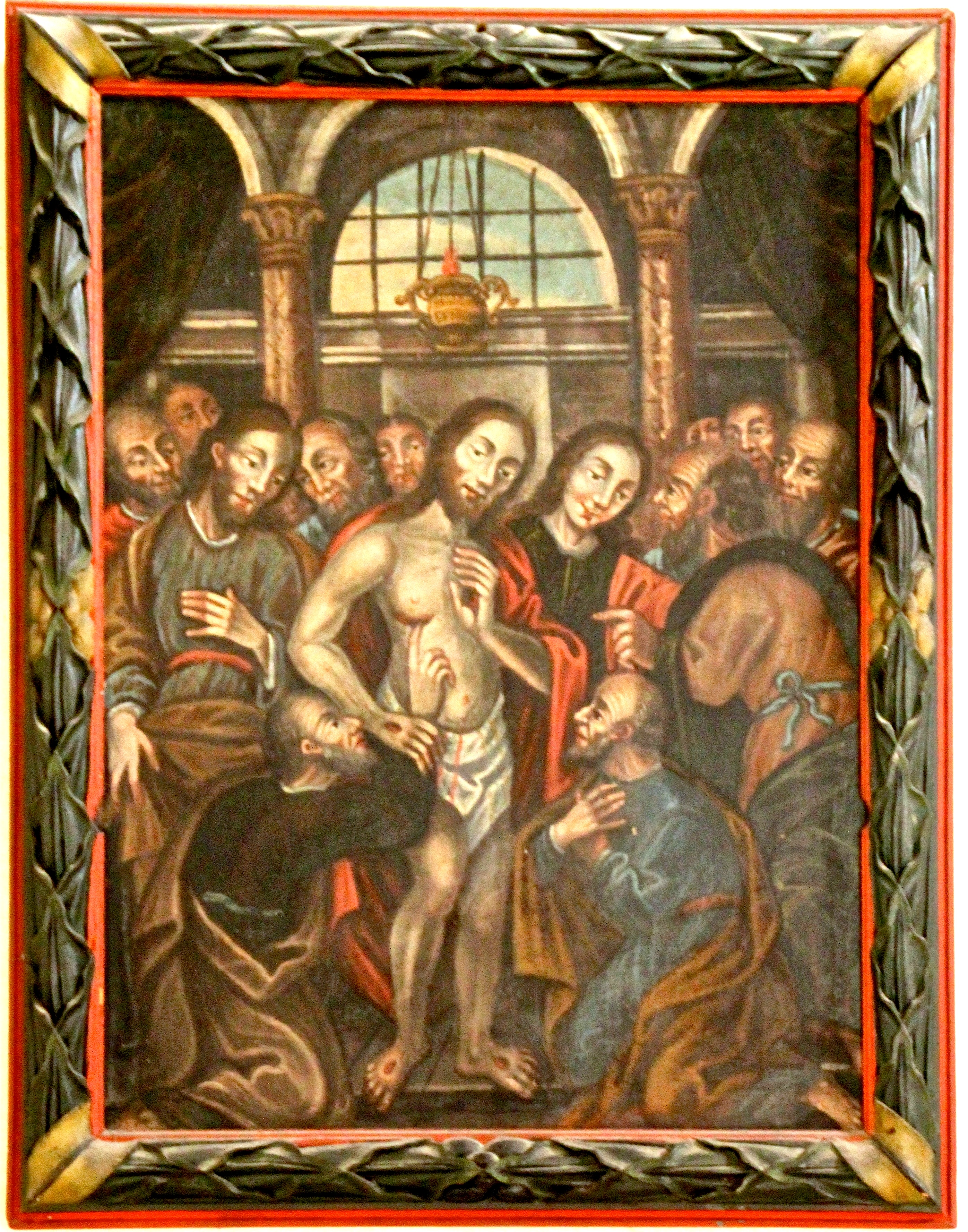

#### Altar
Der hölzerne Hochaltar wird von zwei Säulen flankiert. Das Altarblatt mit einer Darstellung der Heiligen Familie stammt  von Johann Rudolf Sturn und entstand um 1653. Das Bild ist eine Variante des Altarblattes des Rosenkranzaltares der Churer Kathedrale. Die kniende Stifterfigur am linken unteren Bildrand zeigt Christoph von Mohr, 1637–1655 Dompropst in Chur. 
Das geschnitzte und mit Rocaillen verzierte Antependium entstand 1750.